# Maresúa (San Germán)
Maresúa es un barrio ubicado en el municipio de San Germán en el estado libre asociado de Puerto Rico. En el Censo de 2010 tenía una población de 1794 habitantes y una densidad poblacional de 309,09 personas por km².

## Geografía
Maresúa se encuentra ubicado en las coordenadas 18°4′46″N 67°4′0″O / 18.07944, -67.06667. Según la Oficina del Censo de los Estados Unidos, Maresúa tiene una superficie total de 5.8 km², que corresponden a tierra firme.

## Demografía
Según el censo de 2010, había 1794 personas residiendo en Maresúa. La densidad de población era de 309,09 hab./km². De los 1794 habitantes, Maresúa estaba compuesto por el 82.94% blancos, el 4.24% eran afroamericanos, el 0.33% eran amerindios, el 0.06% eran asiáticos, el 10.48% eran de otras razas y el 1.95% pertenecían a dos o más razas. Del total de la población el 99.22% eran hispanos o latinos de cualquier raza.